# 日本学生ボブスレー連盟
日本学生ボブスレー連盟（にほんがくせいボブスレーれんめい）は、北海道札幌市に本部をおく日本最大の学生ボブスレー競技団体。札幌大学・北海道大学・北海学園大学などの大学で構成されている、日本ボブスレー・リュージュ・スケルトン連盟の傘下団体である。全日本学生ボブスレー選手権大会などの大会運営に従事している。
学生ボブスレー選手権は、当初札幌市三角山で開催、その後1997年度まで札幌市手稲山のボブスレーコース（札幌五輪会場・現在は閉鎖）で開催されていたが、1998年度から長野市スパイラル（五輪会場）で開催されている。かつては、慶應義塾大学・国士舘大学・日本大学等も参加していた。
学生スケルトン選手権は、2003年度より同時に開催している。リュージュの学生選手権については、1967～1977年の開催後、12年間の空白を挟みつつも、1997年度から別組織により再開し札幌市藤野リュージュ競技場（フッズ）で現在も続けられている。

## 手稲山コース時代の合宿形態
大学の部員達は、合同で手稲オリンピア研修センターに約2週間泊り込み合宿・大会を行う。前半の1週間は1年生の練習を行った後で新人戦を行う。後半1週間で上級生の大会を開催し、新人戦との合計ポイントで大学間の順位を競っていた。合宿中は、コースの維持・補修も学生が行うため、朝は除雪を行い、夜は班を編成し交代でゴールハウスに泊り込み散水等を行っていた。
1996年合宿の札幌大学部員に密着した模様は、日曜ソリトン－夢ときどき晴れ！－激走！一瞬の冬　～ボブスレー札幌の陣～（放送日1996年2月11日）にて放送された。
また、1992年テレビ朝日ニュースステーションの取材時には、仙台大学チームが12カーブからコース外に飛び出す様子が撮影・放送された（選手に怪我は無し）。
1998年1月の某大学の合宿の様子（日記）は、学連HPにて公開されている。